# Frédéric De Baer
Frédéric Charles De Baer est un pasteur, théologien et historien français, né à Strasbourg le 15 novembre 1719 et y décédé le 23 avril 1797.
Frédéric de Baer obtient un doctorat en philosophie en 1737, et est ordonné à Paris le 6 août 1742. Il est pasteur de la chapelle de l'ambassade de Suède à Paris. C'est à ce titre qu'il prononce, en allemand, en 1751, une oraison funèbre pour le Maréchal de Saxe. Il soutient son doctorat de théologie en 1754 et devient professeur à l’Université de Strasbourg. Il sera également correspondant de l’Académie des Sciences de Suède, des Académies de Göttingen, d’Augsbourg et de Paris. 
Il est l'auteur de nombreux écrits et de traductions de l'allemand et du suédois.

## Publications
- Sermons et oraisons funèbres dont celle de Maurice de Saxe (1751)
- Lettre sur l’origine de l’imprimerie, 1761
- Essai historique et critique sur les Atlantiques, 1762
- Dissertation philosophique et critique sur le vœu de Jephté, 1765
- Psalmen, Lobgesänge und geistliche Lieder, 1777. Recueil de chants.
- Diverses traductions du suédois et de l’allemand.

## Sources
- Notice sur le site de l'Académie des sciences, en ligne
- Notice sur le site de la Fédération des sociétés d'histoire et d'archéologie d'Alsace, en ligne
- Sitzmann, Dictionnaire de biographie des hommes célèbres de l’Alsace, Rixheim, 1909, t. I, p. 75-76
- E. et E. Haag, La France protestante, 2e éd., 1877, p. 702-703.
- A. Salomon, Le pasteur C.F. Baer, chapelain de l’ambassade de Suède à Paris, Alençon, 1925.
- Dictionnaire de biographie française, t. IV, 1948, col. 1173.
- J. Driancourt-Girod, Le pasteur Carl Friedrich Baer, un ‘honnête homme’ du XVIIIe siècle. In : Positions luthériennes, 1973, n° 21, p. 57-63.
- J. Driancourt-Girod, Vie religieuse et pratique d’une communauté luthérienne à Paris aux XVIIe et XVIIIe siècles. In : Bulletin de la Société d’histoire du protestantisme français, 1973, n° 119, p. 1-34.
- Geneviève Alday-Roumier, Notice dans l’'Annuaire prosopographique, Comité des travaux historiques et scientifiques, en ligne